# Ronnie Whelan
Ronald Andrew Whelan, detto Ronnie (Dublino, 25 settembre 1961), è un allenatore di calcio ed ex calciatore irlandese, di ruolo centrocampista.
Con il Liverpool, negli anni ottanta, ha vinto 17 trofei. Centrocampista tecnico di movimento con una buona tecnica individuale, nel campionato europeo di calcio del 1988 in Germania fu autore di uno spettacolare goal in sforbiciata realizzato contro l'Unione Sovietica, considerato uno dei gol più belli del torneo.

## Palmarès

### Giocatore

#### Club

##### Competizioni nazionali
- Campionato inglese: 6

Liverpool: 1981-1982, 1982-1983, 1983-1984, 1985-1986, 1987-1988, 1989-1990
- Coppa d'Inghilterra: 2

Liverpool: 1985-1986, 1988-1989
- Coppa di Lega inglese: 3

Liverpool: 1981-1982, 1982-1983, 1983-1984
- Charity Shield: 5

Liverpool: 1982, 1986, 1988, 1989, 1990

##### Competizioni internazionali
- Coppa dei Campioni: 1

Liverpool: 1983-1984

## Riconoscimenti
- Membro della Hall of Fame della Football Association of Ireland.[1]